# Scarabaeus cupreus
Scarabaeus cupreus es una especie de escarabajo del género Scarabaeus, familia Scarabaeidae. Fue descrita científicamente por Castelnau en 1840.
Habita en la región afrotropical (República Democrática del Congo, Tanzania, Zimbabue, Mozambique y provincia del Transvaal).